# Princess Principal
Princess Principal (プリンセス・プリンシパル, Purinsesu Purinshiparu) est une série d'animation japonaise produite par Studio 3Hz et Actas, diffusée entre juillet 2017 et septembre 2017 au Japon. Dans les pays francophones, elle est diffusée en streaming par Wakanim jusqu'en 2020.
Une série de six films nommée Princess Principal: Crown Handler est également en cours de production, dont le premier film est sorti dans les salles de cinéma japonaises le 11 février 2021. Un jeu mobile, Princess Principal: Game of Mission, est mis en ligne entre août 2017 et décembre 2018.

## Synopsis
Princess Principal est une uchronie, se déroulant dans un analogue fictionnel de la Grande-Bretagne appelé Albion. À la fin du XIXe siècle, le royaume d'Albion a accaparé le monopole d'une matière mystérieuse, la « Cavorite », pour construire une puissante flotte d'aéronefs, permettant à Albion de devenir la puissance dominante dans le monde. Cependant, le prolétariat d'Albion s'est rebellé contre la classe dirigeante du pays pour avoir ignoré leur sort, déclenchant la « Révolution de Londres », dans laquelle les classes inférieures ont tenté de renverser la famille royale. Finalement, les deux parties atteignent une impasse et une grande muraille est érigée au milieu de Londres, divisant Albion en deux nations : la République et le Royaume ; l'Ouest et l'Est.
Des années plus tard, la République lance l'« Opération Changeling », visant à remplacer la princesse du Royaume, Charlotte, par Ange, une fille lui ressemblant fortement, afin d'avoir un agent infiltré au sein de la famille royale. Cependant, la princesse est mise au courant de cette opération. Les espionnes doivent accepter de coopérer pour ne pas se faire démasquer par le reste du Royaume. La princesse offre de travailler avec la République si Ange et ses amis l'aident à devenir reine du royaume. Ainsi commence l'histoire, où cinq jeunes espionnes de la République, dont la princesse elle-même, sont infiltrées dans le Royaume en tant qu'étudiantes de la prestigieuse école Queen's Mayfair.

## Personnages

### Personnages principaux
Ange (アンジェ, Anje)
Voix japonaise : Ayaka Imamura (ja) (série), Aoi Koga (films)
Une espionne de 17 ans qui peut changer de personnalité presque à volonté, selon les exigences de sa mission. Elle peut dire et détecter des mensonges, et cache souvent sa vraie connaissance par des contes issus du « monde du Lézard noir ». Elle possède également un prototype de technologie Cavorite volé qui lui permet d'augmenter ou de diminuer la gravité, pour elle-même et tout ce qu'elle touche. Il est révélé plus tard qu'elle est née en tant que vraie princesse d'Albion, Charlotte. À cause de la révolution, elle est restée coincée de l'autre côté du mur pendant que son sosie prenait sa place dans le château.
La princesse Charlotte (プリンセス, Purinsesu)
Voix japonaise : Akira Sekine (ja)
La princesse Charlotte a 17 ans. Elle est la nièce du duc de Normandie et quatrième dans la lignée de succession pour le trône du royaume d'Albion. La princesse a un comportement relativement calme et désarmant, et s'entend facilement avec autrui. Son rêve est de devenir reine et de réunifier le pays. Sa grand-mère, la reine, ressemble fortement à la reine Victoria durant la dernière partie de son règne. Il est révélé plus tard qu'elle est la véritable Ange, qui s'est liée d'amitié avec la princesse Charlotte et, comme elle, s'est retrouvée coincée dans une identité qui n'était pas la sienne après la révolution.
Dorothy (ドロシー, Doroshī)
Voix japonaise : Yō Taichi (ja)
Une étudiante infiltrée de 20 ans qui adore boire du vin et de l'alcool, même si ses coéquipières sont trop jeunes pour l'accompagner. Dorothy utilise son charme féminin dans les missions et est douée pour le tir et la conduite de véhicules. Son vrai nom est Daisy MacBean. Elle en changé et s'est enfuie, car elle ne supportait plus les colères de son père ivre après la mort de sa mère. « Dorothy » est le nom de sa mère.
Béatrice (ベアトリス, Beatorisu)
Voix japonaise : Akari Kageyama (ja) & Voix d'imitations : Fukushi Ochiai (ja), Motomu Kiyokawa (ja), Tesshō Genda, Kōsei Hirota (ja), Hiroya Ishimaru (ja)
La descendante d'une famille prestigieuse, âgée de 15 ans, assistante et amie proche de la princesse. Elle peut imiter les voix d'autres personnes en utilisant un mécanisme implanté par son père dans sa gorge, après s'être servie d'elle comme d'un sujet de test pour ses expériences.
Chise Tōdō (藤堂ちせ, Tōdō Chise)
Voix japonaise : Nozomi Furuki (ja)
Une étudiante étrangère de 16 ans en échange, en provenance de Saga, au Japon. Elle rejoint initialement l'équipe pour protéger un diplomate japonais d'un assassin. Elle est très compétente dans l'art samouraï et est considérée comme la plus forte des espionnes dans le combat au corps à corps. Elle est souvent naïve et a du mal à s'adapter aux différences culturelles. Elle est une espionne du Japon chargée d'observer la République et le Royaume afin que ses supérieurs puissent déterminer avec quel pays s'allier.

### Personnages secondaires
L (エル, Eru)
Voix japonaise : Takayuki Sugō (ja)
Le chef de Control, l'unité de renseignement qui gère Principal, l'équipe d'espionnes.
Seven (セブン, Sebun)
Voix japonaise : Miyuki Sawashiro
Une membre de Control, l'unité de renseignement qui gère l'équipe Principal.
Colonel (大佐, Taisa)
Voix japonaise : Takumi Yamazaki
Un membre de Control et le représentant de l'armée de la République.
Le Duc de Normandie (ノルマンディー公, Norumandī Kō)
Voix japonaise : Takaya Hashi (ja)
Le ministre de l'Intérieur du Royaume d'Albion et l'oncle de la princesse Charlotte. Il s'occupe des affaires d'espionnage du Royaume et a personnellement traqué les traîtres potentiels au Royaume, soit pour les utiliser dans du contre-espionnage contre les agents de la République, soit pour les tuer.
Gazelle (ガゼル, Gazeru)
Voix japonaise : Yūko lida (ja)
L'un des agents les plus fiables du duc de Normandie, une femme à la peau sombre qui recueille des informations et peut tuer quiconque constitue une menace pour son employeur.

## Productions et supports

### Anime
La série animée est produite par Studio 3Hz et Actas. Elle est réalisée par Masaki Tachibana, les scripts écrits par Ichirō Ōkouchi et le character design par Kōhaku Kuroboshi et Yukie Akiya. La série est diffusée du 9 juillet au 24 septembre 2017. Le générique d'ouverture, The Other Side of the Wall, et interprété par Void_Chords et MARU et le générique de fin, A Page of My Story, est interprété par Ayaka Imamura, Akira Sekine, Yō Taichi, Akari Kageyama et Nozomi Furuki. Dans les pays francophones, la série est diffusée en streaming par Wakanim de 2017 à 2020.

#### Liste des épisodes
La série a été diffusée dans un ordre anachronique, représenté par le numéro de « cas » de chaque épisode.
| №   | Titre                          | Première diffusion |
| --- | ------------------------------ | ------------------ |
| #01 | Case 13 Wired Liar             | 9 juillet 2017     |
| #02 | Case 1 Dancy Conspiracy        | 16 juillet 2017    |
| #03 | Case 2 Vice Voice              | 23 juillet 2017    |
| #04 | Case 9 Roaming Pigeons         | 30 juillet 2017    |
| #05 | Case 7 Bullet & Blade's Ballad | 6 août 2017        |
| #06 | Case 18 Rouge Morgue           | 13 août 2017       |
| #07 | Case 16 Loudly Laundry         | 20 août 2017       |
| #08 | Case 20 Ripper Dipper          | 27 août 2017       |
| #09 | Case 11 Pell-mell Duel         | 3 septembre 2017   |
| #10 | Case 22 Comfort Comrade        | 10 septembre 2017  |
| #11 | Case 23 Humble Double          | 17 septembre 2017  |
| #12 | Case 24 Fall of the Wall       | 24 septembre 2017  |

### Jeu mobile
Un jeu mobile de type puzzle game intitulé Princess Principal: Game of Mission est mis en ligne en août 2017 sur les téléphones iOS et Android, et est resté accessible jusqu'au 28 décembre 2018.
Le service est fermé le 28 décembre 2018, certaines fonctionnalités hors ligne ayant été ajoutées après l'arrêt des serveurs du jeu.

### Films
Une série de six films intitulée Princess Principal: Crown Handler a été annoncée le 29 avril 2018. Elle fait suite aux événements du dernier épisode de la série. Actas produit la série de films et Noboru Kimura remplace Ichirō Ōkouchi en tant que scénariste. Le reste de la distribution et du personnel, à l'exception d' Ayaka Imamura, doubleuse d'Ange, est resté le même que pour l'anime. Le premier film, initialement prévu pour le 10 avril 2020, est repoussé en raison de la Pandémie de Covid-19 et sort finalement le 11 février 2021 au Japon,. Le deuxième film sort le 23 septembre 2021. Le troisième film devrait paraitre au printemps 2023.

### Manga
Une adaptation en manga créée par Ryō Akizuki commence sa prépublication dans le Monthly Comic Ryū le 8 novembre 2019. Le premier volume relié du manga, adaptant l'histoire des cas 01 et 02 de l'anime, sort le 13 mars 2020 au Japon. Une suite est prévue, mais sa parution est incertaine.
| no | Japonais              | Japonais       | Japonais         |
| no | Titre                 | Date de sortie | ISBN             |
| -- | --------------------- | -------------- | ---------------- |
| 1  | Princess Principal 01 | 13 mars 2020   | 978-4-19950701-4 |

## Accueil
Princess Principal a recueilli des éloges importants de la part des critiques, beaucoup le considérant comme l'un des meilleurs animes de 2017,,, Kotaku l'a choisie comme l'une des meilleures séries animées de l'été 2017, l'écrivain Cecilia D'Anastasio notant que « la bande originale est une folie jazzy. Son animation est une pure beauté. L'écriture est pointue et remplie de surprises et d'intrigues palpitantes ».
La musique a reçu des retours positifs, en particulier le thème d'ouverture de la série, The Other Side of the Wall. La chanson a été nommée par Chris Farris et Theron Martin de Anime News Network comme la meilleure chanson thème de 2017. Elle est également nommée pour la meilleure chanson d'ouverture aux Crunchyroll Anime Awards 2017.